# Chuck Nevitt
Charles Goodrich "Chuck" Nevitt, född 13 juni 1959 i Cortez i Colorado, är en amerikansk före detta professionell basketspelare (C) som tillbringade nio säsonger (1982–1983, 1984–1990, 1991–1992 och 1993–1994) i den nordamerikanska basketligan National Basketball Association (NBA), där han spelade för Houston Rockets, Los Angeles Lakers, Detroit Pistons, Chicago Bulls och San Antonio Spurs. Under sin karriär gjorde han 251 poäng (1,6 poäng per match), 19 assists och 230 rebounds, räddningar från att bollen ska hamna i nätkorgen, på 155 grundspelsmatcher. Han vann ett NBA-mästerskap med Los Angeles Lakers för säsongen 1984–1985. Nevitt spelade också fyra matcher för Chicago Bulls när de vann sin andra raka NBA-mästerskap för säsongen 1991–1992, han fick dock ingen mästarring för besväret..
Nevitt draftades av Houston Rockets i tredje rundan i 1982 års draft som 63:e spelare totalt.
Innan han blev proffs, studerade han vid North Carolina State University och spelade basket för deras idrottsförening NC State Wolfpack i National Collegiate Athletic Association (NCAA).